# ۶ ساعت ایمولا
۶ ساعت ایمولا یک مسابقه استقامتی برای مسابقات جهانی استقامتی است که در پیست ایمولا برگزار می‌شود.

## تاریخچه
این مسابقه ابتدا به عنوان چهارمین راند جام بین‌المللی لمانز ۲۰۱۱ و سومین راند از سری لمانز ۲۰۱۱ برگزار شد.  این پیست در سال ۲۰۱۲ از مسابقات جهانی استقامتی تازه تاسیس و تقویم سری لمانز اروپا حذف شد. در سال ۲۰۱۳، این پیست به تقویم سری مسابقات لمانز اروپایی ۲۰۱۴ بازگشت، اما مسابقه به مدت ۳ ساعت برگزار شد.

## نتایج
| سال                     | برنده نهایی                          | تیم                | خودرو                   | زمان        | دور ها | مسافت/زمان       | قهرمانی                                       | منبع   |
| ----------------------- | ------------------------------------ | ------------------ | ----------------------- | ----------- | ------ | ---------------- | --------------------------------------------- | ------ |
| ۲۰۱۱                    | آنتونی دیویدسون سباستین بورده        | پژو اسپورت تیم     | پژو ۹۰۸                 | ۶:۰۱:۰۱.۶۲۳ | ۲۲۰    | ۱۰۷۹.۷۶۲ کیلومتر | مسابقات بین‌المللی لمانز مسابقات قهرمانی لمانز | Report |
| ۲۰۱۳–۲۰۲۳: برگزار نشده! |                                      |                    |                         |             |        |                  |                                               |        |
| ۲۰۲۴                    | مایک کانوی کاموی کوبایاشی نیک د وریس | تویوتا گازو ریسینگ | تویوتا جی‌ار ۰۱۰ هایبرید | ۶:۰۰:۳۴.۷۱۸ | ۲۰۵    | ۱۰۰۶.۱۲۷ کیلومتر | مسابقات جهانی استقامتی                        | ۲۰۲۴   |